# Fernando Corona

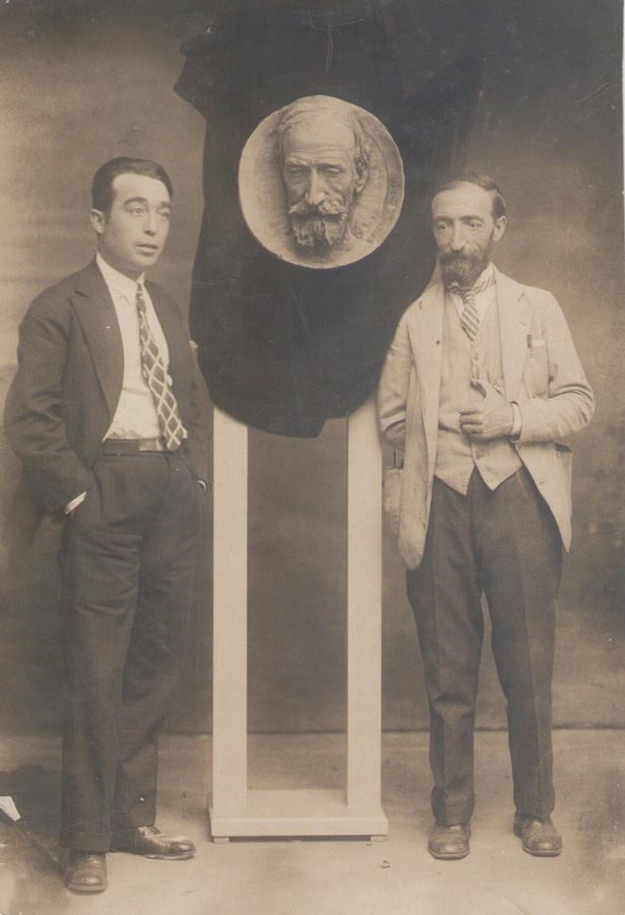
Fernando Corona e Pietro Giglio. Entre ambos um retrato de Giglio modelado por Corona.

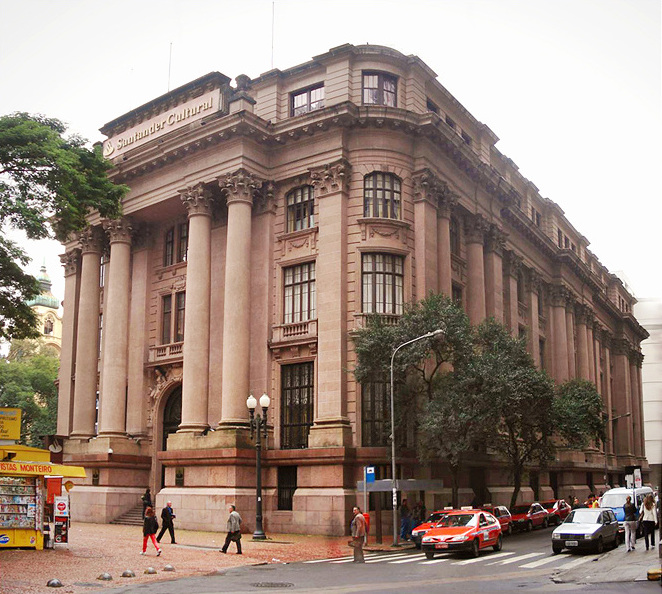
Prédio do Santander Cultural, desenhado por Corona

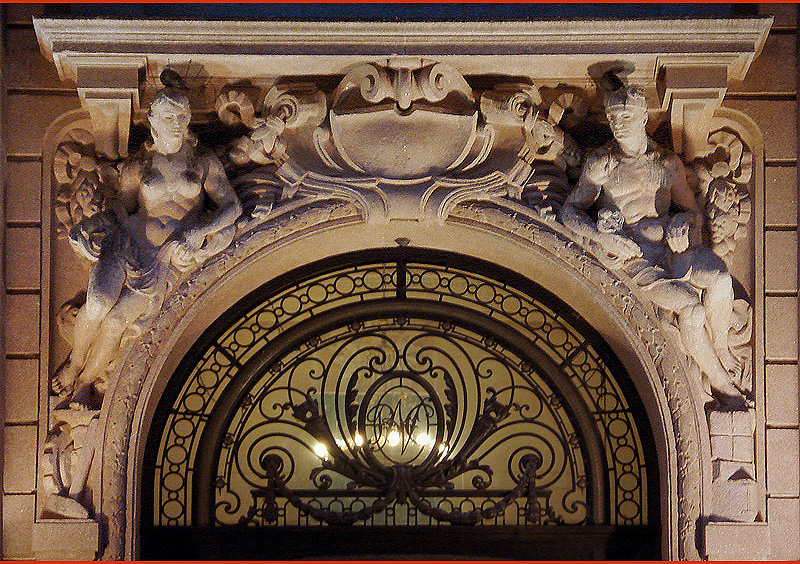
Detalhe do frontispício, esculpido por Corona

Fernando Corona (Santander, 26 de novembro de 1895 – Porto Alegre, 1979) foi um escultor, arquiteto, ornatista, ensaísta, crítico e professor de arte de origem espanhola, radicado em Porto Alegre, no Brasil.
Era filho de Jesús Maria Corona, escultor e arquiteto espanhol. Diplomou-se na Escola de Belas Artes de Vitória, ainda na Espanha, mas chegando em Porto Alegre em 4 de março de 1912, e considerando sua preparação insuficente, ingressou como aprendiz na oficina de decoração predial de João Vicente Friedrichs, participando da ornamentação externa de alguns prédios hoje históricos da capital gaúcha, como o edifício do antigo Correios e Telégrafos, e trabalhando na decoração interna da Ala Residencial do Palácio Piratini.
Mais tarde desenvolveu uma carreira individual como arquiteto, desenhando o exterior do prédio do antigo Banco Nacional do Comércio (este uma adaptação de projeto anterior, de Theo Wiederspahn, no local funciona hoje o Santander Cultural) e sendo o autor dos projetos arquitetônicos para o Instituto de Educação General Flores da Cunha e para a Galeria Chaves, dentre outros. Foi um dos precursores da arquitetura moderna na cidade, sendo autor ou co-autor de prédios relevantes como o Edifício Guaspari e o Edifício Jaguaribe. É também de Corona o projeto do imponente Edificio Colonial, prédio residencial tradicional construído por Tasso Corrêa na Rua 24 de Outubro 820, em frente ao hoje McDonalds.
Em 1938, com a tese Fídias - Miguel Ângelo - Rodin, venceu concurso para a cátedra de Escultura e Modelagem do Instituto de Belas Artes de Porto Alegre, onde lecionou por mais de 30 anos, influenciando gerações de outros artistas locais e granjeando estima e respeito de colegas e alunos.
Exerceu significativa atividade como escultor, sendo autor da imagem de Nossa Senhora do Líbano na fachada da igreja de mesmo nome, da máscara de Beethoven no Parque Farroupilha, do grupo escultórico do frontispício do Santander Cultural, e do desenho da Fonte Talavera defronte ao paço municipal. Também tem peças em coleções particulares e no MARGS. Recebeu medalha de ouro no IV Salão Gaúcho de Belas Artes e realizou duas exposições individuais na cidade na década de 1950.
No campo do ensaio deixou obra fundamental para a historiografia da crítica de arte no estado, colaborando assiduamente na página de arte do Correio do Povo e da Revista do Globo e escrevendo o livro Caminhada das Artes, com crônicas, ensaios e impressões pessoais a respeito do ambiente artístico gaúcho e brasileiro de sua época e suas personalidades mais marcantes. Também deixou importantes registros sobre os inícios da escultura e do ensino da arquitetura no Rio Grande do Sul através de seus artigos para a Enciclopédia Rio-Grandense, embora algumas de suas declarações ali tenham sido contestadas por pesquisas recentes.